# Залесе (гміна Сипнево)
Залесе (пол. Zalesie) — село в Польщі, у гміні Сипнево Маковського повіту Мазовецького воєводства.
Населення — 58 осіб (2011).
У 1975—1998 роках село належало до Остроленцького воєводства.

## Демографія
Демографічна структура станом на 31 березня 2011 року:
|          | Загалом | Допрацездатний вік | Працездатний вік | Постпрацездатний вік |
| -------- | ------- | ------------------ | ---------------- | -------------------- |
| Чоловіки | 28      | 5                  | 20               | 3                    |
| Жінки    | 30      | 5                  | 17               | 8                    |
| Разом    | 58      | 10                 | 37               | 11                   |